# Strășeni
Strășeni è una città della Moldavia capoluogo del distretto omonimo di 18.320 abitanti al censimento del 2004.
Il villaggio di Făgureni rientra nel territorio amministrato dalla città di Strășeni.